# 希尔丁·埃克曼
希尔丁·埃克曼（瑞典語：Hilding Ekman，1893年1月10日—1966年3月7日），瑞典男子田径运动员。他曾代表瑞典参加1920年夏季奥林匹克运动会田径比赛，获得男子团体越野赛铜牌。